# Concha de Albornoz
María de la Concepción de Albornoz Salas (Luarca, Asturias, 29 de abril de 1900-México, 29 de febrero de 1972) fue una intelectual feminista española, exiliada a raíz de la guerra civil. Era hija del político republicano Álvaro de Albornoz y hermana del escritor Álvaro de Albornoz Salas.

## Biografía
Fue hija del escritor, abogado y ministro español de la Segunda República Álvaro de Albornoz y Liminiana (1879-1954) y de su esposa Amalia Salas Abella-Fuertes. Se educó en la Institución Libre de Enseñanza, donde conoció a la futura escritora Concha Méndez, con la que mantuvo una prolongada amistad incluso en el exilio mexicano. Se licenció en Filosofía y Letras en la Universidad Central de Madrid, donde conoció a quien fue su marido, el abogado y futuro diputado (1931-1933) del Partido Republicano Radical Socialista Ángel Segovia Burillo, y a su amiga la escritora Rosa Chacel. Ganó oposiciones a Cátedra y fue destinada como profesora en el Instituto Antonio de Nebrija de Madrid. Organizó una tertulia o salón literario en su domicilio, por entonces en el Paseo de la Castellana, y fue miembro del Lyceum Club Femenino.
En 1922, asistió como testigo a la boda de Rosa Chacel y el pintor Timoteo Pérez-Rubio y luego al bautizo de su hijo. En 1927 era secretaria de la sección de Filosofía del Ateneo de Madrid, y por entonces ambas parejas vivían en el mismo edificio de la plaza Tirso de Molina donde también moraba Valle-Inclán. Concha de Albornoz se hizo muy amiga del poeta de la Generación del 27 Luis Cernuda (según Gregorio Prieto y el crítico Antonio Sánchez-Barbudo fue sin duda la amistad femenina más importante en la vida del poeta sevillano, solo comparable a la que Concha tuvo con Rosa Chacel, con quien formaron un "trío inseparable") y en diciembre de 193i ayudó al poeta Miguel Hernández en su primer viaje a Madrid introduciéndolo en las revistas literarias y presentándolo a diversos escritores, como Ernesto Gimenez Caballero, a lo que Hernández correspondió dedicándole la octava XXV de su Perito en lunas (1933). Fue a París en el verano de 1936 con Luis Cernuda para servir como secretarios de su padre Álvaro de Albornoz, nombrado embajador en Francia por el gobierno de la Segunda República. Regresó a España, Cernuda se alistó en el ejército republicano y Concha trabajó en el Ministerio de Estado. Luego marchó a Londres, donde su marido había sido destinado; pero la pareja no se avino y en enero de 1937 iniciaron el proceso de divorcio, en el que Concha fue asesorada por la abogada Victoria Kent.
Se trasladó a Valencia en 1937 junto con el Gobierno de la República. Fue una de las firmantes del Manifiesto de la Alianza de Escritores Antifascistas para la Defensa de la Cultura; volvió a París con su padre, pero enseguida aceptó la invitación de su amigo Máximo José Kahn, entonces cónsul, y su esposa Gertrudis Blumenfeld, para residir en Salónica; retomó su carrera diplomática optando a un puesto de secretaria en la embajada de Atenas, pero no llegó a ocuparlo porque perdió o le robaron una maleta en Valencia con sus credenciales y los códigos de claves de las embajadas, entre otros diversos documentos, y el SIM prohibió que asumiera cualquier función mientras se investigaba el asunto. En Grecia se reunió con Rosa Chacel y visitaron al novelista Nikos Kazantzakis. Al finalizar la guerra, marchó a Ascona (Suiza) y luego a Francia, donde con su familia organizó su exilio a México. Embarcó en junio de 1939 a Cuba. Allí residió hasta diciembre de 1940 y durante este periodo impartió clases de literatura en la Escuela Libre de La Habana e hizo amistad con el escritor José Lezama Lima. En enero de 1940, a bordo del buque Monterrey, llegó a México el 25 de enero de 1940; allí residió hasta 1944. 
En México convivió con otros exiliados, entre ellos el pintor Ramón Gaya. En 1944, marchó a los Estados Unidos para convertirse en profesora del Mount Holyoke College (Massachusetts), y desde allí ayudó a muchos  españoles exiliados, entre ellos su gran amigo Luis Cernuda, que también fue profesor del mismo colegio de señoritas. Fue presentada a Eleanor Roosevelt, a quien respondió cuando esta le preguntó cuándo se iría el dictador Franco “cuando quieras”, algo que dejó ligeramente desconcertada a la influyente esposa del presidente.
Cuando regresó a México Albornoz frecuentaba a Luis Cernuda y a Clara James. Con esta última y con Ramón Gaya volvió a Europa en 1952, y se les unió el poeta y escritor Juan Gil-Albert. Este grupo visitó Venecia, Florencia, Padua, Vicenza, Verona y Roma. En 1956 Albornoz, Gil-Albert y Gaya se encontraron en París, y Albornoz y Gaya visitaron en Roma a María Zambrano en su departamento en la Piazza del Popolo. En octubre de 1959, después de pasar las vacaciones de verano en Japón, Concha se encontró con Rosa Chacel en Nueva York, donde se hallaba con una beca Guggenheim para escribir Saturnal. Albornoz y su primo, el científico y premio Nobel Severo Ochoa (la hermana de Ochoa era la tía paterna de Albornoz) habían alentado a Chacel a pedir esa beca.
En septiembre de 1960, Albornoz sufrió el primer revés físico de lo que en México se declararía como parálisis cerebral, la cual la condujo a la muerte allí en febrero de 1972.
De carácter sumamente sociable, pero muy discreto, no publicó nada, como "Pepín" José Bello, a quien tanto se parece en esto (aunque proyectó con Nikos Kazantzakis hacer una traducción al griego de poetas españoles y tradujo en 1941 Hombres contra Hitler, de Fritz Max Cahen, 1891-1966), aunque si ayudó y fue confidente de numerosos escritores, escribió un nutrido epistolario y dirigió varios montajes teatrales de clásicos españoles en Mount Holyoke.